# 鶴ヶ島市立藤小学校
鶴ヶ島市立藤小学校（つるがしましりつ ふじしょうがっこう）は、埼玉県鶴ヶ島市藤金にある公立小学校。

## 沿革
- 1981年（昭和56年） - 設置決定
- 1982年（昭和57年）8月2日 - 着工
- 1982年（昭和57年）9月9日 - 校名決定
- 1983年（昭和58年）3月28日 - 竣工
- 1983年（昭和58年）4月1日 - 鶴ヶ島町立藤小学校として発足
- 1983年（昭和58年）7月29日 - プール完成
- 1983年（昭和58年）11月15日 - 校章決定（開校記念日）
- 1984年（昭和59年）2月24日 - 校歌決定（『鐘の鳴る街』作詞作曲：荻久保和明）・体育館完成
- 1985年（昭和60年）3月1日 - 学校の花（藤）・学校の木（イチイ）制定